# اليستر همفريز
''''اليستر همفريز اليستر همفريز هو الدراج الإنجليزي، المغامر، كاتب ومحاضرا لتحفيز الجماهير. أكمل رحلة على دراجة لمدة أربع سنوات في جميع أنحاء العالم.
بدأ همفريز رحلته الملحمية في أغسطس 2001 من منزله في يوركشاير . ومر من خلال جنوب أوروبا وأفريقيا، عبر إلى أمريكا الجنوبية عن طريق البحر من مدينة كيب تاون، وشرع حتى الساحل الغربي للأمريكتين، وعبر من ألاسكا إلى ماغادان في روسيا، ثم اليابان ثم غربا عبر الصين وآسيا الوسطى عند في العودة إلى أوروبا. وشملت رحلته جمع الأموال وزيادة الوعي لجمعية خيرية تسمى جمعية الأمل ودور رعاية الأطفال. قام بإنتاج كتاب والمسلسلات التلفزيونية لناشيونال جيوغرافيك حول رحلاته.
مترجم Alastair Humphreys